# Marija Pavlovna Romanova (1890-1958)
Marija Pavlovna, nota come Marija Pavlovna la Giovane in russo Великая Княгиня Мария Павловна? (San Pietroburgo, 18 aprile 1890 – Isola di Mainau, 13 dicembre 1958), è stata la figlia maggiore del granduca Pavel Aleksandrovič Romanov e della sua prima moglie, la granduchessa Aleksandra Georgievna, nata principessa di Grecia.

## Biografia
Sua madre, Aleksandra Georgievna, morì dopo aver dato alla luce il suo secondo figlio, Dmitrij, quando Maria aveva due anni: il loro padre fu talmente sconvolto al funerale della moglie da dover essere tenuto fermo dal fratello, il granduca Sergej Aleksandrovič, quando venne chiuso il coperchio della bara. Sergej diede al neonato prematuro i bagni prescritti dai medici, coprendolo con ovatta e mantenendogli la culla riempita di bottiglie di acqua calda perché rimanesse ad una temperatura costante: "Mi sto godendo il far riprendere Dmitri", scrisse nel suo diario Sergej..
Dopo che Pavel si riprese, i bambini tornarono a vivere con lui, ma passarono il Natale e poi le vacanze estive con gli zii Sergej ed Elizaveta Fëdorovna, che non avevano figli. La coppia preparò una stanza da gioco e da letto per i giovani nipotini nella propria abitazione, Palazzo Beloselsky-Belozersky.. Fino ai sei anni Maria non parlò una parola di russo perché le sue governanti erano tutte di madrelingua inglese; solo in seguito ebbe un'altra governante, mademoiselle Hélène, che le insegnò anche il francese e che rimase con lei fino alle sue nozze.

## Vita con gli zii
Nel 1902 suo padre sposò a Livorno la borghese Ol'ga Valerianovna Karnovic, con cui da anni viveva a Parigi: ci fu grande scandalo e riprovazione a corte e lo zar Nicola II lo esiliò. Maria e Dimitri furono addolorati dalla perdita del padre e scrissero all'imperatrice vedova Marija Fëdorovna per chiederle di persuadere lo Zar a tornare sulla propria decisione. "Siamo così tristi e addolorati che il nostro caro papà non possa ritornare", scrissero la dodicenne Maria e l'undicenne Dmitri, che vennero affidati agli zii Sergej ed Elizaveta.
"Verso Dmitrij e me [lo zio] dimostrò una tenerezza quasi femminile -scrisse Maria nelle sue memorie- ma a dispetto di questo pretendeva da noi un'obbedienza esatta e immediata … A suo modo ci amò profondamente. Gli piaceva averci vicini e passava con noi gran parte del suo tempo. Ma era sempre geloso di noi. Se avesse conosciuto la reale dimensione della nostra devozione al nostro padre sarebbe impazzito". Maria ebbe invece un rapporto piuttosto formale con sua zia, che era l'unica madre che mai avesse realmente conosciuto: scrisse nelle sue memorie che sua zia era in qualche modo fredda con lei durante la sua infanzia. Maria da adolescente era "piena di vita e molto allegra" disse di lei la sua zia, sorella di sua madre, la granduchessa Maria Georgievna, "ma portata ad essere impaziente ed egoista ed era piuttosto difficile trattare con lei".

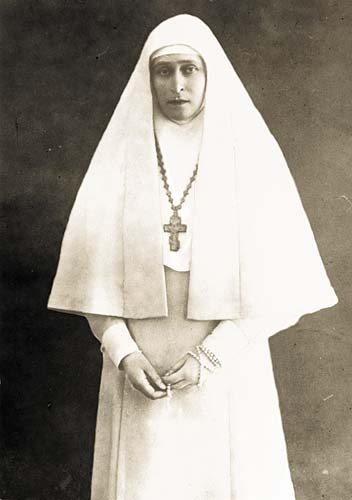
La Granduchessa Elizaveta Feodorovna monaca dopo la morte del marito

Nel 1905 il granduca Sergej, allora governatore di Mosca, venne assassinato dall'anarchico Ivan Platonovič Kaljaev durante la Rivoluzione del 1905: l'attentatore in un primo momento si era trattenuto dal gettare le proprie bombe perché aveva visto che sulla carrozza con il Granduca c'erano anche sua moglie e i nipoti, la quindicenne Maria ed il tredicenne Dimitri, ed egli non voleva uccidere donne o bambini.
In un secondo tentativo, alcuni giorni dopo, riuscì ad uccidere il Granduca, e Maria dalla finestra con la zia e il fratello, vide il corpo fatto a pezzi dello zio, che così descrisse nelle sue memorie:
Dopo l'assassinio, entrambi i bambini erano profondamente colpiti, specialmente Dimitri, terrorizzato anche dal dover tornare a vivere col padre, a quanto scritto dalla granduchessa Elizaveta. "Dmitrj piange semplicemente e mi abbraccia. Il suo intenso timore era l'idea di dovermi lasciare. Ha deciso che deve proteggermi adesso che lo zio non c'è più e l'arrivo di suo padre è più un'angoscia che un piacere". Lo Zar fece della cognata la tutrice dei nipoti e diede il permesso al granduca Pavel di poter fare ritorno, di tanto in tanto, in Russia, ma non di soggiornarvi. Pavel Aleksandrovič non volle togliere i bambini a Elizaveta, secondo quanto riportato nel diario del granduca Konstantin Konstantinovič

## Matrimonio

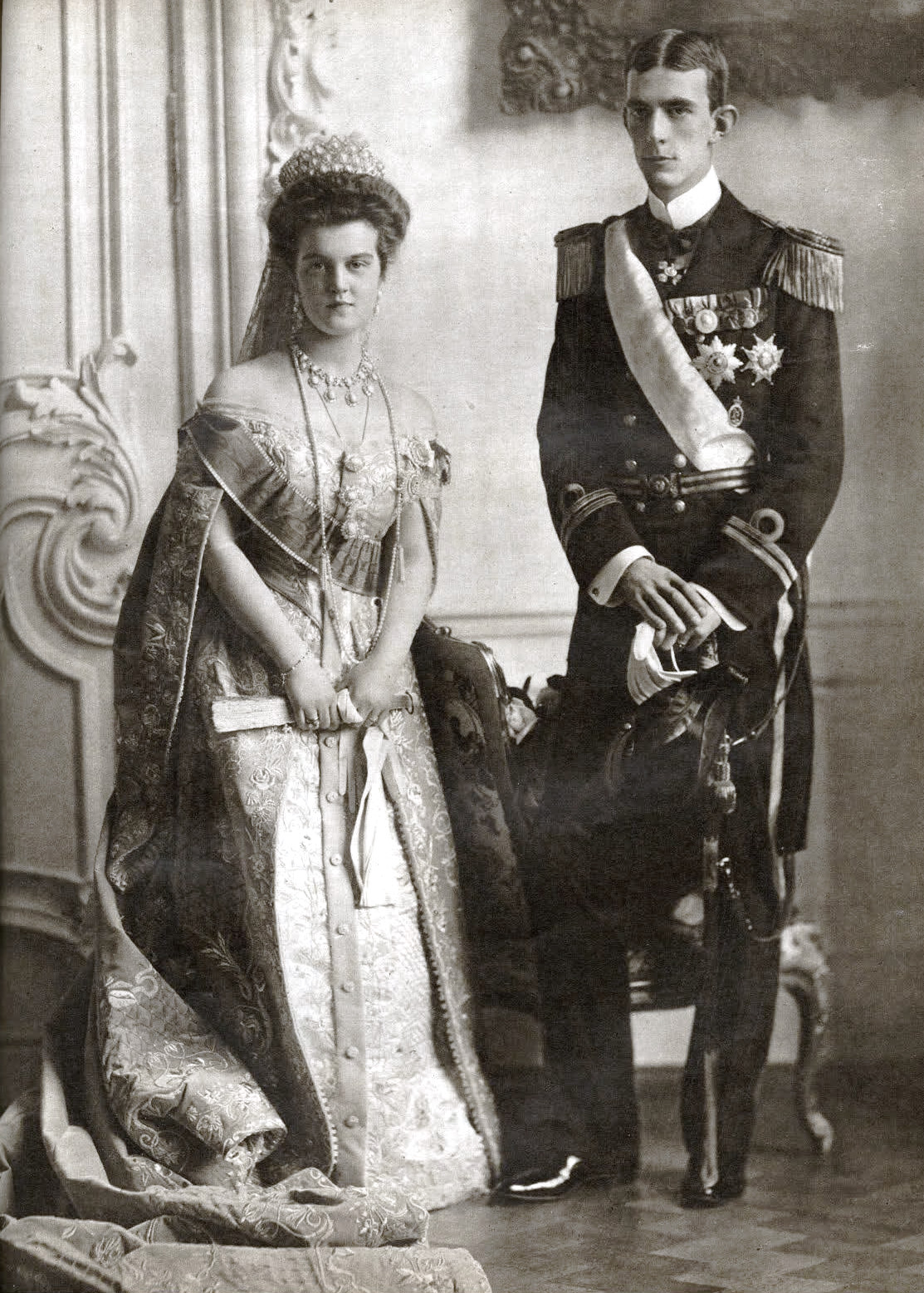
Maria Pavlovna ed il principe Guglielmo al tempo delle loro nozze nel 1908.

Un anno dopo Maria si fidanzò con il principe Guglielmo di Svezia, duca di Södermanland (1884-1965), figlio secondogenito del re Gustavo V di Svezia (1858-1950) e della regina Vittoria (1862-1930), del casato di Baden.
Maria scrisse poi che, a sua opinione, fu la zia ad accelerare le nozze, ma in ogni caso in quel periodo della sua vita fu contenta dell'attenzione di cui era oggetto ed era desiderosa di lasciare la casa cui era cresciuta e diventare indipendente. Scrisse al fidanzato: "Allora noi potremo viaggiare insieme. E vivere proprio come noi desideriamo e ci piace. Non vedo l'ora di avere una vita meravigliosa - una vita piena di felicità, proprio come quella che mi hai descritto nell'ultima lettera". Il padre di Maria dapprima rifiutò di assistere alla cerimonia nuziale, che avvenne a Carskoe Selo il 3 maggio 1908, a causa del divieto dello Zar Nicola II di partecipare con la seconda moglie e perché perdurava la tutela sui suoi figli. Il granduca Pavel scrisse al nipote Nicola II il 12 maggio 1907: "Per quanto riguarda il principe svedese, che cosa posso dire di lui? Poiché i bambini sono minorenni, il padre non ha l'occasione né di incontrare il fidanzato né di esprimersi a favore o contro, o di esprimere la propria opinione che una ragazza di diciassette anni sia troppo giovane per sposarsi. Il tutore ha deciso così tante cose senza di me che alla fine i ragazzi sono stati allontanati da me quanto più possibile". Alla fine a Pavel Aleksandrovič venne permesso di tornare in Russia e incontrare Guglielmo, che rese Maria "felice in maniera delirante".
Ebbero un solo figlio:
- Lennart, principe di Svezia, duca di Småland e in seguito conte Bernadotte di Wisborg (Stoccolma, 8 maggio 1909 – Isola di Mainau, 21 dicembre 2004).

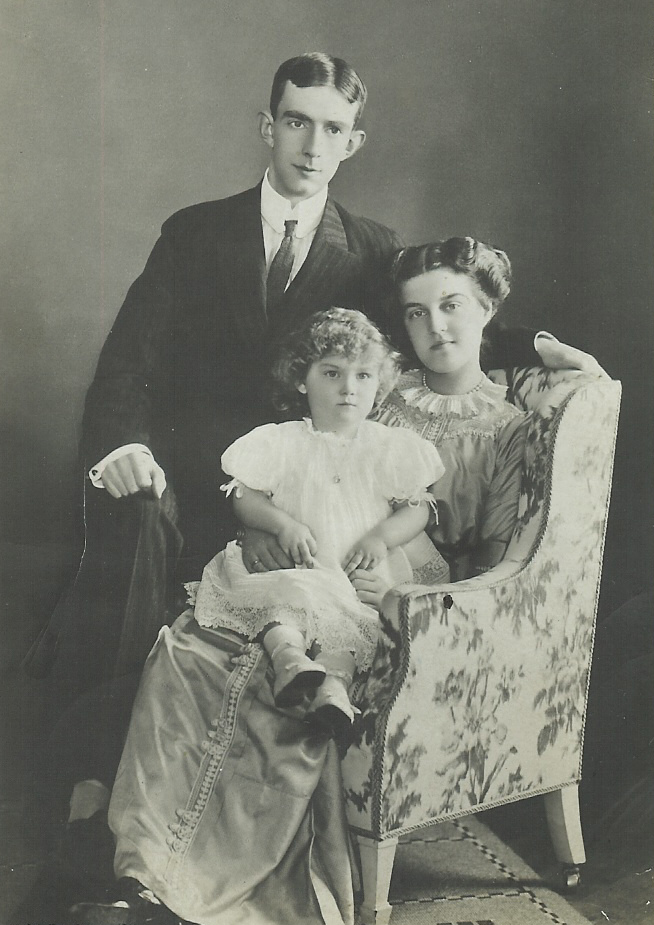
Maria Pavlovna, il principe Guglielmo e Lennart nel 1911.

All'inizio, l'unione sembrava riuscire. Maria comprò una casa, Oak Hill, in Svezia, aggiunse lo svedese alle altre cinque lingue che parlava e divenne popolare con gli svedesi, che credevano lei si applicasse ai suoi doveri regali più del marito. Piaceva al suocero re Gustavo V, che ne apprezzava "l'effervescenza, il fascino e il non essere convenzionale". Talvolta giocava col figlio, che si ricordava di quando le sedeva sulle ginocchia e su un grosso vassoio d'argento scivolavano giù lungo una scalinata del palazzo reale; per lui scrisse un libro illustrato dell'alfabeto, che poi venne pubblicato.
Tuttavia, il matrimonio iniziò a naufragare quando Maria comprese che c'erano altrettante limitazioni dettate dall'etichetta alla corte svedese quanto in quella russa e che suo marito Guglielmo, come ufficiale di marina, aveva poco tempo da passare con lei.Iniziò a trovarlo "freddo, timido e negligente" e quando lui nel 1912 stette via cinque mesi per presenziare all'incoronazione del re del Siam, Maria ebbe occasione di incontrare altri uomini e flirtare con loro, cosa che apprezzò.
Durante un altro viaggio, in Germania nel 1913, Maria disse al marito che voleva il divorzio. Il padre la prese in casa con lui e scrisse allo Zar il 21 ottobre 1913: "Se soltanto potessi vedere come la povera ragazza era ridotta quando è arrivata da noi! Stava perdendo i sensi ogni minuto, era bianca come un cencio, non poteva mangiare o dormire, tossiva terribilmente e le dolevano i reni. Sta cominciando a riprendersi soltanto qui, tra il nostro amore e le nostre carezze. È impensabile che debba tornare in Svezia e io chiedo il tuo permesso per cominciare a negoziare un divorzio". La coppia divorziò nel 1914 e Maria lasciò il figlio alla custodia paterna, che crebbe con la nonna Vittoria e vide ben poco la madre da allora in poi. In un'intervista da adulto, Lennart disse che sua madre ebbe un rapporto distante con lui e che non sapeva neppure bene come relazionarsi con i propri nipoti. Nel 1914 la Chiesa ortodossa russa giudicò sciolto il matrimonio.

## Il ritorno in Russia

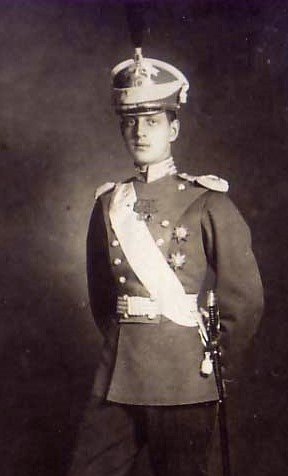
Il Granduca Dmitrij Pavlovič nel 1910 circa

Maria tornò in Russia e andò a vivere vicino a suo fratello Dmitrij Pavlovič, cui era molto legata: ad un ballo a Mosca i due ballarono sette danze di seguito e fu lo Zar ad intervenire perché si permettesse anche ad altre dame (Dimitri era scapolo) di ballare con il giovane Granduca. Preoccupato dall'intensità del bisogno di lui che Maria dimostrava, Dimitri si allontanò da lei, addolorandola terribilmente. Durante la prima guerra mondiale Maria prestò servizio come infermiera militare a Pskov e riallacciò i legami con suo padre e la sua seconda famiglia, quindi anche con il fratellastro e le due sorellastre, e ristabilì buoni rapporti con la zia Elizaveta, che andava a visitare regolarmente nel convento in cui si era stabilita.
Quando seppe che Dimitri aveva partecipato all'omicidio di Grigorij Efimovič Rasputin il 17 dicembre 1916 (30 dicembre nel calendario gregoriano), tenendola all'oscuro, rimase sconvolta; scrisse: "Per la prima volta nella mia vita, mio fratello mi parve una persona lontana da me, e questa sensazione di separazione mi ferì profondamente". Maria firmò una lettera con gli altri membri della famiglia imperiale per supplicare Nicola II di revocare l'ordine con cui mandava Dimitri ad espiare le sue colpe come soldato sul fronte persiano: lo Zar non cedette ma in questo modo il giovane Granduca, lontano dalla capitale, non fu arrestato dai bolscevichi e ucciso, come invece capitò a suo padre e al fratellastro Vladimir Pavlovič Paley.
Maria sposò in seconde nozze Sua Altezza Illustrissima il principe Sergej Michajlovič Putjatin il 6 settembre 1917, con cui ebbe un figlio, il principe Roman Sergejevič Putiatin (17 luglio 1918 - maggio 1919): il padre di Maria, il granduca Pavel, fece da padrino di battesimo il 18 luglio 1918, nello stesso giorno in cui - benché nessuno lo sapesse - i bolscevichi massacravano suo figlio Vladimir Paley e altri membri della famiglia imperiale, compresa sua cognata Elizaveta. Pochi giorni dopo veniva arrestato lo stesso Pavel che, imprigionato, sarebbe stato ucciso senza processo il 30 gennaio 1919. Maria e il marito lasciarono il piccolo Roman ai nonni paterni e fuggirono lontano dalla Russia per salvarsi, prima rifugiandosi in Romania, alla corte della cugina della Granduchessa, la regina Maria, e poi a Parigi e a Londra.

## L'esilio
Nel 1919 ricevette una lettera dai suoceri, in cui le comunicavano che il piccolo Roman era morto di disordini intestinali: sentendosi colpevole per non averlo portato con sé durante la fuga, evitò di rivelare agli amici della sua esistenza. A Londra si riunì con suo fratello Dimitri e per alcuni anni visse dei proventi dei propri gioielli, che aveva mandato di contrabbando in Svezia prima della fuga. In seguito creò un'azienda tessile, la "Kitmir" a Parigi, che ne fece una figura importante del mondo della moda parigino, portandola a collaborare anche con Coco Chanel, che presentò al fratello. In questo periodo scrisse le proprie memorie e divorziò dal principe Putiatin per "insanabili divergenze comportamentali" benché in seguito continuò ad aiutare finanziariamente lui e la sua famiglia.
Visse per molto tempo in Germania, in Svezia, a Biarritz e, su invito della cugina, la regina Vittoria Eugenia di Battenberg, in Spagna. Si trasferì successivamente a New York, dove lavorò come fotografa per la rivista Vogue: vi rimase per dodici anni, lasciando poi quel paese perché aveva riconosciuto l'Unione Sovietica. Da lì si spostò negli anni 1950 a Buenos Aires lavorando per il cinema d'animazione e come decoratrice di interni.
Maria disse a suo figlio Lennart, in una delle rare conversazioni avute con lui, che si era sentita sola per tutta la vita a causa della sua infanzia triste e tribolata e che aveva passato gran parte della sua vita adulta nel cercare l'amore, magari con relazioni, ma trovando sempre duro riempire il vuoto che sentiva dentro di sé.
Soffrì molto per la morte del fratello Dimitri, l'unica persona che realmente aveva amato, nel 1942. Negli ultimi anni della sua vita tornò a vivere con il figlio Lennart nel suo castello sull'Isola di Mainau, dove morì nel 1958. È sepolta nella cappella del castello a fianco del fratello Dimitri.
Maria scrisse due volumi di memorie: Educazione di una principessa e Una principessa nel destino.

## Ascendenza
|                                  |                               |                                                                    | Genitori                              |  |  | Nonni |  |  | Bisnonni              |  |  | Trisnonni             |  |
|                                  |                               |                                                                    |                                       |  |  |       |  |  | 8. Nicola I di Russia |  |  | 16. Paolo I di Russia |  |
|                                  |                               |                                                                    |                                       |  |  |       |  |  | 8. Nicola I di Russia |  |  | 16. Paolo I di Russia |  |
|                                  |                               | 17. Sofia Dorotea di Württemberg                                   |                                       |  |  |       |  |  | 8. Nicola I di Russia |  |  |                       |  |
| 4. Alessandro II di Russia       |                               |                                                                    |                                       |  |  |       |  |  | 8. Nicola I di Russia |  |  |                       |  |
|                                  |                               | 9. Carlotta di Prussia                                             | 18. Federico Guglielmo III di Prussia |  |  |       |  |  |                       |  |  |                       |  |
|                                  |                               | 9. Carlotta di Prussia                                             | 18. Federico Guglielmo III di Prussia |  |  |       |  |  |                       |  |  |                       |  |
|                                  |                               | 9. Carlotta di Prussia                                             | 19. Luisa di Meclemburgo-Strelitz     |  |  |       |  |  |                       |  |  |                       |  |
| 2. Pavel Aleksandrovič Romanov   |                               | 9. Carlotta di Prussia                                             |                                       |  |  |       |  |  |                       |  |  |                       |  |
|                                  |                               | 10. Luigi II d'Assia                                               | 20. Luigi I d'Assia                   |  |  |       |  |  |                       |  |  |                       |  |
|                                  |                               | 10. Luigi II d'Assia                                               | 20. Luigi I d'Assia                   |  |  |       |  |  |                       |  |  |                       |  |
|                                  |                               | 10. Luigi II d'Assia                                               | 21. Luisa d'Assia-Darmstadt           |  |  |       |  |  |                       |  |  |                       |  |
| 5. Maria d'Assia-Darmstadt       |                               | 10. Luigi II d'Assia                                               |                                       |  |  |       |  |  |                       |  |  |                       |  |
|                                  |                               | 11. Guglielmina di Baden                                           | 22. Carlo Luigi di Baden              |  |  |       |  |  |                       |  |  |                       |  |
|                                  |                               | 11. Guglielmina di Baden                                           | 22. Carlo Luigi di Baden              |  |  |       |  |  |                       |  |  |                       |  |
|                                  |                               | 11. Guglielmina di Baden                                           | 23. Amalia d'Assia-Darmstadt          |  |  |       |  |  |                       |  |  |                       |  |
| 1. Marija Pavlovna Romanova      |                               | 11. Guglielmina di Baden                                           |                                       |  |  |       |  |  |                       |  |  |                       |  |
|                                  | 12. Cristiano IX di Danimarca | 24. Federico Guglielmo di Schleswig-Holstein-Sonderburg-Glücksburg |                                       |  |  |       |  |  |                       |  |  |                       |  |
|                                  | 12. Cristiano IX di Danimarca | 24. Federico Guglielmo di Schleswig-Holstein-Sonderburg-Glücksburg |                                       |  |  |       |  |  |                       |  |  |                       |  |
|                                  | 12. Cristiano IX di Danimarca | 25. Luisa Carolina d'Assia-Kassel                                  |                                       |  |  |       |  |  |                       |  |  |                       |  |
| 6. Giorgio I di Grecia           | 12. Cristiano IX di Danimarca |                                                                    |                                       |  |  |       |  |  |                       |  |  |                       |  |
|                                  |                               | 13. Luisa d'Assia-Kassel                                           | 26. Guglielmo d'Assia-Kassel          |  |  |       |  |  |                       |  |  |                       |  |
|                                  |                               | 13. Luisa d'Assia-Kassel                                           | 26. Guglielmo d'Assia-Kassel          |  |  |       |  |  |                       |  |  |                       |  |
|                                  |                               | 13. Luisa d'Assia-Kassel                                           | 27. Luisa Carlotta di Danimarca       |  |  |       |  |  |                       |  |  |                       |  |
| 3. Alessandra di Grecia          |                               | 13. Luisa d'Assia-Kassel                                           |                                       |  |  |       |  |  |                       |  |  |                       |  |
|                                  |                               | 14. Konstantin Nikolaevič Romanov                                  | 28. Nicola I di Russia (= 8)          |  |  |       |  |  |                       |  |  |                       |  |
|                                  |                               | 14. Konstantin Nikolaevič Romanov                                  | 28. Nicola I di Russia (= 8)          |  |  |       |  |  |                       |  |  |                       |  |
|                                  |                               | 14. Konstantin Nikolaevič Romanov                                  | 29. Carlotta di Prussia (= 9)         |  |  |       |  |  |                       |  |  |                       |  |
| 7. Ol'ga Konstantinovna Romanova |                               | 14. Konstantin Nikolaevič Romanov                                  |                                       |  |  |       |  |  |                       |  |  |                       |  |
|                                  |                               | 15. Alessandra di Sassonia-Altenburg                               | 30. Giuseppe di Sassonia-Altenburg    |  |  |       |  |  |                       |  |  |                       |  |
|                                  |                               | 15. Alessandra di Sassonia-Altenburg                               | 30. Giuseppe di Sassonia-Altenburg    |  |  |       |  |  |                       |  |  |                       |  |
|                                  |                               | 15. Alessandra di Sassonia-Altenburg                               | 31. Amalia di Württemberg             |  |  |       |  |  |                       |  |  |                       |  |
|                                  |                               | 15. Alessandra di Sassonia-Altenburg                               |                                       |  |  |       |  |  |                       |  |  |                       |  |